# 伯奈利M2 Super 90半自動霰彈槍
伯奈利M2（Super 90）（英語：Benelli M2 Super 90）是一款由意大利槍械製造商伯奈利所研製和生產的半自動散彈槍，是伯奈利M1的升級版本，發射12鉛徑霰彈或20鉛徑霰彈。
伯奈利M2和它的前身一樣，為可得軍方、執法單位、民用三方所接受的霰彈槍。其最大特徵是伯奈利专利的後座作用系統—慣性後坐。

## 操作
與伯奈利M1、M3一樣，伯奈利M2最大特徵是伯奈利在1980年代初期研發、专利的後座作用系統—慣性後坐。該系統依賴霰彈槍在後座力以下的向後時的運動。該系統有著高度可靠性和容易的維護的優點。由於慣性後座系統的問題，伯奈利M2需要大量高壓火藥燃氣以確保其循環正常，同樣地較重的裝藥劑量會令該槍在更短的時間內完成發射週期。該槍亦安裝了伯奈利公司專利的後座減少系統，可減少48％的後座力和15％的槍口上揚，發射速度提高了69％。
緩衝彈簧以與白朗寧Auto-5或雷明登1100相同的方式容納在槍托以內；由於綜合因素，該霰彈槍只能在槍托到位以下射擊。
標準型伯奈利M2的特徵是使用了鋁合金製造、內置式管式彈倉和可轉換標準直式握把槍托或手槍握把槍托。伯奈利M2適合使用傳統的缺口式機械照門或鬼環式照門。另外亦可安裝雷射瞄準器或戰術燈等戰術配件。

## 資料來源
1. 1 2 3 4 5 6 7  .   [2010-09-19]. （原始内容存档于2010-07-22）.
2. 1 2 3  .   [2010-09-19]. （原始内容存档于2010-01-05）.
3. ↑  .   [2010-09-19]. （原始内容存档于2010-09-15）.
4. 1 2 3  Wagner, Scott W. . . Iola, Wisconsin: Gun Digest Books. 28 February 2011: 109–112. ISBN 1-4402-1895-1.

## 外部連結
- （英文）—Official Benelli USA Website: M2
- （英文）—Benelli M2 operator's manual[永久]
- （意大利文）—Official M2 page—
  - M2 Comfortech
  - M2 Comfortech Camo
  - M2 Comfortech Camo Modello
  - M2 Practical Comfortech
  - M2 Wood
  - M2
  - M2 Camo
  - M2 Modello
  - M2 Camo Modello
  - M2 Tactical
  - M2 20 Comfortech
- （英文）—Modern Firearms—Benelli M2 shotgun（页面存档备份，存于）
- （英文）—The Firearm Blog.com—
  - RCI XRAIL (Roth Auto Index Loader)（页面存档备份，存于）
  - Roth Concept Innovations Shotguns（页面存档备份，存于）
  - Weekend Photo: Benelli M2（页面存档备份，存于）
- （英文）—The Truth About Guns.com—12 Pump-Action Shotguns From GUN BUYER'S ANNUAL（页面存档备份，存于）
- （英文）—Tactical Life.com—
  - Shotgun Guide: 10 Ultra Fast Smoothbores（页面存档备份，存于）
  - Benelli M2: A Gun Test with the 12-Gauge Speed Demon（页面存档备份，存于）
  - 15 Shotguns Designed For 3-Gun Competitions（页面存档备份，存于）
- （英文）—Personal Defense World.com—New For 2016: 15 Pump-Action & Semi-Auto Shotguns（页面存档备份，存于）